# ラジオユーモア辞典 〜ちょっといい話〜
『ラジオユーモア辞典 〜ちょっといい話〜』（ -じてん -はなし）は、かつて全国のAM放送局に配信されていたラジオ番組である。かしわプロダクションが制作していた。

## 概要
滝口順平（『ヤッターマン』のドクロベエ役などで知られる）が様々な薀蓄話を紹介する、といった内容であった。

## 監修
- 三浦一郎
- 戸板康二

## オープニングのトーク
2つのバージョンが存在する。
1. 「やあ、どーもどーも、ご機嫌いかがですかな? 滝口順平です。さ、今日も、あなただけにそっと囁きましょう。内緒にしておくのは"ちょっともったいない話"。」
2. 「やあ、どーもどーも、ご機嫌いかがですかな? 滝口順平です。さ、今日も、三浦一郎さんの「世界史こぼれ話」から拾ってみましょう。内緒にしておくのは"ちょっともったいない話"。」

## 放送していたと見られるネット局(一例)
- 山形放送
- 東北放送
- ラジオ福島
- 北日本放送
- 北陸放送
- 福井放送
- 和歌山放送
- 四国放送
- 高知放送
- 中国放送
- 山陽放送
- 大分放送
- 西日本放送
- RKB毎日放送

| スタブアイコン | サブスタブ | この項目は、まだ閲覧者の調べものの参照としては役立たない、ラジオ番組に関連した書きかけの項目です。この項目を加筆・訂正などしてくださる協力者を求めています（P:ラジオ/PJ:放送番組）。 |